# 河下水希
河下水希（1971年8月30日—）是日本女性漫畫家、靜岡縣出身、血型A型。剛出道時以（桃栗蜜柑）為筆名，後改為現名。

## 經歷
1992年，向漫畫雜誌《JUNE》的「竹宮惠子的繪畫教室」(竹宮惠子のお絵描き教室)投稿，獲得為「小說JUNE」No.58（1992年12月號）設計封面圖片的機會。其後開始以桃栗蜜柑為筆名，為漫畫雜誌及輕小說進行插畫工作。
1993年，與以友人星崎龍為首的同人誌團體共同發表作品，直至1997年開始漸漸淡出。
1994年，於「office YOU」正式以漫畫家身分出道，連載《高校男子-BOYS-》（原作者為花衣沙久羅）。
1997年，發表作品。由此作品開始，所有發表的作品均同時擔任原作。對於其他於「JUNE」連載的作家來說，是屬於較強的作者。
1998年，於《bouquet》及其增刊號發表《小茜妹妹OVER DRIVE》及等少女漫畫。為配合該漫畫雜誌的讀者年齡層，這些作品增加了不少性感場景及喜劇元素，較類似近年的少年漫畫的作風。這年開始慢慢減少同人誌作品及插畫工作，以專注於商業誌的連載。
2000年，更改筆名為河下水希，於週刊少年JUMP發表《親親小魔女》，並於同年秋天展開連載。
2001年，發表。
2002年，開始連載《草莓100%》，獲得好評。直至2005年為止，得以於週刊少年JUMP連載長達三年半之久，以愛情浪漫喜劇來說屬於極少數。
2005年，結束《草莓100%》的連載後，發表短篇作品。
2006年，發表八頁全彩短篇作品及。
2007年，連載《初戀限定》，直至2008年10月完結。
2008年，參與《週刊少年JUMP》的凹版印刷《全国女子高中生制服收藏》特別計劃，發表一頁漫畫。然後於《JUMP SQUARE》8月號，發表短篇作品《曾根崎情死》。同年12月，為（作者：SOW）繪製插畫。
2009年，於《週刊少年JUMP》連載《御姐百分百》，直至2010年7月完結。

## 風格
河下水希筆下的少年漫畫女性角色中，部分人物比較性感、暴露，為女性漫畫家所少有。但剛出道時，她想成為少女漫畫家，因此畫風較為纖細。

## 作品

### 漫畫

#### 桃栗蜜柑名義
- 高校男子-ＢＯＹＳ- （高校男子-BOYS-）（全1卷）長鴻出版
- 空的成分（空の成分）（全1卷）長鴻出版
- 楓之颱風（かえで台風—タイフ－ン－）（全1卷）長鴻出版
- 小茜妹妹OVER DRIVE（あかねちゃんOVER DRIVE）（全2卷）東立出版
- 哨響青空（群青にサイレン）（全12卷）東立出版

#### 河下水希名義
- （短篇）
- （短篇）
- （短篇）
- 親親小魔女（りりむキッス）（全2卷）東立出版
- 草莓100%（いちご100％）（全19卷）長鴻出版
- 初戀限定。（初恋限定。）（全4卷）東立出版
- 曾根崎心中!（曾根崎心中!）（短篇）
- 御姐百分百（あねどきっ）（全3卷）東立出版
- （45頁短篇）
- （17頁短篇）
- ⒼEDITION G丸大作戰（Ⓖエディション）（全2卷）東立出版
- 手與口～江戶便利屋事件帖～（てとくち）（全5卷）原作：大崎知仁、青文出版

### 插畫

#### 桃栗蜜柑名義
- 系列（全5卷）
- 系列（全2卷）
- （全2卷）
- 系列（全3卷）
- 系列（全5卷）
- 另外亦有為多本漫畫雜誌繪製無數插圖及封面，包括：「小説JUNE」、「JUNE」、「Cobalt」、等。

#### 河下水希名義
- Kamedas2
- 第142卷
- （川原真琴）

## 助手
- 星野桂

## 外部連結
- 河下水希同盟 - 官方網站（日語）
- （日語）
- 桃栗みかん/河下水希的X（前Twitter）